# Штофель Дмитро Хуанович
Што́фель Дмитро́ Хуа́нович (нар.1 квітня 1985, Вінниця, Вінницька область — український поет. Член Національної спілки письменників України (2013).

## Біографія
Народився 1 квітня 1985 р. і виріс у м. Вінниці. Усе життя пов'язано з цим містом. Закінчив місцеву школу № 1, згодом і Вінницький національний технічний університет. Закінчив аспірантуру цього закладу і викладає в альма-матер — в Інституті радіотехніки, зв'язку та приладобудування на кафедрі проектування медико-біологічної апаратури.

Дисертація:
- «Біотехнічна система для оцінювання сумісності людини та вогнепальної зброї за антропометрично-психофізіологічними показниками» : автореф. дис. / Д. Х. Штофель. — Вінниця: ВНТУ, 2010. — 19 с.

Займається громадською діяльністю, являючись членом Вінницької обласної організації Всеукраїнського товариства «Просвіта» ім. Тараса Шевченка.

## Літературна діяльність
Своїми учителями у літературі вважає Григорія Чубая, Василя Стуса, Михайла Стрельбицького. Друкувався з віршами та літературознавчими статтями в періодиці Вінниці, Києва, Одеси, Харкова. У доробку також поетичні переклади, критичні матеріали, інтерв'ю з українськими літераторами. 

Автор поетичної збірки:

- «Штормове попередження № …» : поезії / Д. Х. Штофель. — Вінниця: Універсум-Вінниця, 2006. — 102 с. — (Бібліотечка часопису «Імпульс»). — ISBN 966-641-173-3.

## Премії
- Літературна премія імені Михайла Стельмаха журналу «Вінницький край» (2006);
- Літературно-мистецька премія «Кришталева вишня» (2009).[4]